# Na pierwszy rzut oka
Na pierwszy rzut oka (oryg. Things You Can Tell Just by Looking at Her) – amerykański film fabularny z 2000 roku w reżyserii Rodrigo Garcii.
| Aktor             | Rola              | Charakterystyka |
| ----------------- | ----------------- | --- |
| Glenn Close       | dr. Elaine Keener | Samotna kobieta, na co dzień zajmująca się zniedołężniałą matką. Odpowiedzi na nurtujące pytania szuka w kartach tarota. |
| Cameron Diaz      | Carol Faber       | Niewidoma kobieta, mieszkająca z siostrą; wbrew swej niepełnosprawności, angażująca się w związek z mężczyzną.           |
| Calista Flockhart | Christine Taylor  | Wróżka opiekująca się umierającą na raka kochanką, próbująca przezwyciężyć ból i zniechęcenie do życia.                  |
| Kathy Baker       | Rose              | Niezamężna matka, samotnie wychowująca piętnastoletniego syna, która rozważa sens wdania się w romans z nowym sąsiadem.  |
| Amy Brenneman     | det. Kathy Faber  | Policjantka, zamieszkująca wraz ze swoją niewidomą siostrą, przyglądająca się sentymentalnie jej nowemu związkowi.       |
| Valeria Golino    | Lilly             | Lesbijka umierająca na raka, kochanka Christine.                                                                         |
| Holly Hunter      | Rebecca Waynon    | Samotna dyrektor banku, która staje wobec problemu nieplanowanej ciąży.                                                  |

## Nagrody i nominacje
52. ceremonia wręczenia nagród Emmy
- Najlepsza aktorka drugoplanowa w miniserialu lub filmie - Holly Hunter (nominacja)